# Аддух, Хатри
Хатри Аддух (араб. خطري أدوه‎; род. 31 августа 1956, Смара, Испанская Сахара) — исполняющий обязанности президента Западной Сахары (САДР). Назначен на должность 31 мая 2016 года после смерти Мухаммеда Абдельазиза. Сложил полномочия 12 июля 2016 года, после инаугурации Брагима Гали.
До назначения исполняющим обязанности президента являлся председателем Сахарского Национального Совета (спикером парламента) САДР. Согласно ст. 49 устава фронта Полисарио Хатри Аддух исполнял обязанности генерального секретаря фронта Полисарио и президента САДР до истечения 40-дневного траура по Мухаммеду Абдельазизу, после чего был избран новый генеральный секретарь и президент.
9 июля 2016 года на заседании секретариата фронта Полисарио новым президентом и генеральным секретарём фронта был избран Брагим Гали. 12 июля 2016 года Хатри Аддух сложил свои полномочия исполняющего обязанности президента и генерального секретаря, продолжая оставаться спикером парламента САДР.

## Биография
Родился 31 августа 1956 года в Смаре (Испанская Сахара).
Закончил Алжирский университет, получил диплом магистра по специальности «Бухгалтерский учёт и финансы».
С 1992 года — министр внутренних дел САДР.
С 1996 года — министр народного хозяйства САДР.
С 1999 года и с 11 июля 2010 года — председатель Сахарского Национального Совета (спикер парламента САДР).
С 31 мая по 12 июля 2016 — и. о. председателя фронта Полисарио и президента САДР.